# Licun (köpinghuvudort i Kina, Hebei Sheng, lat 38,20, long 114,34)
Licun är en köpinghuvudort i Kina. Den ligger i provinsen Hebei, i den norra delen av landet, omkring 260 kilometer sydväst om huvudstaden Peking. Antalet invånare är 33 715. Befolkningen består av 16 779 kvinnor och 16 936 män. Barn under 15 år utgör 16,0 %, vuxna 15-64 år 74 %, och äldre över 65 år 9,0 %.
Runt Licun är det tätbefolkat, med 550 invånare per kvadratkilometer. Närmaste större samhälle är Nanlou, 19,8 km öster om Licun. Trakten runt Licun består till största delen av jordbruksmark.
Genomsnittlig årsnederbörd är 656 millimeter. Den regnigaste månaden är juli, med i genomsnitt 206 mm nederbörd, och den torraste är december, med 4 mm nederbörd.